# Мархвач-Кольонія
Мархвач-Кольонія (пол. Marchwacz-Kolonia) — село в Польщі, у гміні Щитники Каліського повіту Великопольського воєводства.
Населення — 217 осіб (2011).
У 1975-1998 роках село належало до Каліського воєводства.

## Демографія
Демографічна структура станом на 31 березня 2011 року:
|          | Загалом | Допрацездатний вік | Працездатний вік | Постпрацездатний вік |
| -------- | ------- | ------------------ | ---------------- | -------------------- |
| Чоловіки | 103     | 24                 | 73               | 6                    |
| Жінки    | 114     | 26                 | 71               | 17                   |
| Разом    | 217     | 50                 | 144              | 23                   |